# Asteroid Hungaria
Asteroizii Hungaria sunt un grup de asteroizi din centura principală, care orbitează în jurul Soarelui și a căror semiaxă majoră este cuprinsă între 1,78 și 2,00 u.a.
Acești asteroizi au în general o slabă excentricitate și o înclinație, în raport cu ecliptica, de la 16° la 34°. Au o perioadă orbitală de circa 2,5 ani. Au o rezonanță cu Jupiter de 9:2, iar cu Marte de 3:2.
Au fost numiți astfel după cel mai mare membru al grupului, 434 Hungaria, și formează cea mai densă concentrație de asteroizi, situată un pic spre interiorul „nucleului” centurii principale.